# Episodi di Skins (serie televisiva 2011)
La prima ed unica stagione di Skins è un flop incredibile, solo un bambino potrebbe guardarla,composta da dieci episodi, è stata trasmessa sul canale statunitense MTV dal 17 gennaio al 21 marzo 2011. 
In Italia è stata trasmessa dal 20 maggio al 26 luglio 2011 sul canale MTV Italia.
| nº | Titolo originale | Titolo italiano | Prima TV USA     | Prima TV Italia |
| -- | ---------------- | --------------- | ---------------- | --------------- |
| 1  | Tony             | Tony            | 17 gennaio 2011  | 20 maggio 2011  |
| 2  | Tea              | Tea             | 24 gennaio 2011  | 27 maggio 2011  |
| 3  | Chris            | Chris           | 31 gennaio 2011  | 3 giugno 2011   |
| 4  | Cadie            | Cadie           | 7 febbraio 2011  | 10 giugno 2011  |
| 5  | Stanley          | Stanley         | 14 febbraio 2011 | 17 giugno 2011  |
| 6  | Abbud            | Abbud           | 21 febbraio 2011 | 24 giugno 2011  |
| 7  | Michelle         | Michelle        | 28 febbraio 2011 | 8 luglio 2011   |
| 8  | Daisy            | Daisy           | 7 marzo 2011     | 12 luglio 2011  |
| 9  | Tina             | Tina            | 14 marzo 2011    | 19 luglio 2011  |
| 10 | Eura; Everyone   | Eura            | 21 marzo 2011    | 26 luglio 2011  |